# Aposites lanaticollis
Aposites lanaticollis är en skalbaggsart som beskrevs av Blackburn 1892. Aposites lanaticollis ingår i släktet Aposites och familjen långhorningar. Inga underarter finns listade i Catalogue of Life.